# Гавайська мова
Гава́йська мо́ва, ʻōlelo Hawai'i — офіційна мова у штаті Гаваї разом
із мовою англійською. Витоки цієї полінезійської мови з сім'ї австронезійських мов зі своїм своєрідним гавайським забарвленням — південь Тихого океану; сама гавайська мова розвивалася на Гавайських островах.
Закон 1896 року Республіки Гаваїв визначав англійську мову як основну мову викладання для державних і приватних шкіл, але дозволяв використання інших мов. Починаючи із 1949 року гавайській мові стали приділяти більше уваги в житті штату. Тут з 1987 року з'являються перші державні гавайськомовні школи. У 2000 році тільки приблизно 0,1 % населення штату Гаваї, у якому англійська була іноземною, вважало гавайську мову рідною. На острові Ніїгау, наприклад, лише 200 осіб володіли гавайською мовою.
ISO код мови — ISO 639 — Гавайська haw.

## Вікі
Слово «вікі», яке означає сьогодні у світі групу серверного ПЗ або використовується як скорочена версія слова «Вікіпедія», було взято творцем технології Wiki Вордом Каннінгемом з гавайської мови. Воно означає «швидко», в аеропорту Гонолулу де Каннінгем почув, як словом «вікі-вікі» гавайці називали автобуси.

## Гавайська абетка
Джерело гавайської абетки — латинська абетка. Гавайські слова завжди закінчуються однією із п'яти голосних фонем: [a], [e], [i], [o] [u]. Приголосних фонем — сім: [h], [k], [l], [m], [n], [p], [w]. У письмовій мові є і апостроф ['].
| Aa  | Ee  | Ii  | Oo  | Uu  | Hh  | Kk  | Ll  | Mm  | Nn  | Pp  | Ww  | '   |
| --- | --- | --- | --- | --- | --- | --- | --- | --- | --- | --- | --- | --- |
| [a] | [e] | [i] | [o] | [u] | [h] | [k] | [l] | [m] | [n] | [p] | [ʋ] | [ʔ] |

## Гавайсько-український словник
| гавайською                                                       | українською                       |
| ---------------------------------------------------------------- | --------------------------------- |
| 'ae (аае)                                                        | так                               |
| 'āina (аа-йна)                                                   | земля, країна                     |
| 'a'ole (а-оле)                                                   | ні                                |
| Aloha (алоха)                                                    | добрий день, друже; до побачення  |
| hale (хале)                                                      | хати                              |
| Hana (хана)                                                      | праця, роботи                     |
| haole (хаоле)                                                    | іноземець/ка, біла людина         |
| holoholo (холохоло)                                              | гуляти                            |
| hula (хула)                                                      | гавайський народний танець «гула» |
| kama'āina (кам-айіна)                                            | гаваєць або гавайка               |
| kale (кале)                                                      | гроші                             |
| kane (кайн)                                                      | чоловік                           |
| keiki (кеі-кі)                                                   | діти                              |
| koholā (кохолаа)                                                 | кит                               |
| kōkua (коо-куа)                                                  | поміч                             |
| kona (кона)                                                      | підвітряна сторона                |
| ko'olau (ко-олай)                                                | навітряна сторона                 |
| kuuipo (кууіпо)                                                  | кохання                           |
| lānai (лаанай)                                                   | балкон                            |
| lei (леі)                                                        | гавайський вінок з квітів         |
| limu (ліму)                                                      | морська водорість                 |
| lua (луа)                                                        | туалет, лазничка                  |
| lū'au (лу-ао)                                                    | гавайська вечірка                 |
| mahimahi (махімахі)                                              | гавайська риба                    |
| makai (ма-кай)                                                   | напрямок на море                  |
| makani (макіні)                                                  | вітер                             |
| malihini (маліхіні)                                              | гість                             |
| manō (маноо)                                                     | акула                             |
| mele (меле)                                                      | пісня                             |
| moana (моана)                                                    | океан                             |
| pali (Палі)                                                      | круча                             |
| paniolo (паніоло)                                                | чабан; ковбой                     |
| wahine (вахіне)                                                  | дружина                           |
| wikiwiki ('віківікі)                                             | швидкий; швидко                   |
| Вирази                                                           |                                   |
| Pehea'oe? (пегеа-ое)                                             | Як справи?                        |
| Maika' I (майка і)                                               | Я почуваюся добре.                |
| mahalo (махало)                                                  | Дякую!                            |
| Mahalo nui loa (магало нуі лоа)                                  | Дуже дякую!                       |
| hau'oli lā hānau! (гай-олі лаа гаанай)                           | З днем народження!                |
| Mele kalikimaka! (меле калікімака!)                              | Веселих свят!                     |
| Hau'oli makahiki hou; hapenūia (гавь-олі макахікі гоу, хапенуіа) | Щасливого нового року!            |
| E pili mau nā pōmaika'i me'oe! (е пілі мав наа помаіка-і ме-ое)  | Усе гаразд!                       |
| Ka Huaka'i Maika'i! (ка хуака'і маіка'і)                         | Щасливої дороги!                  |
| Pōmaika'i! (поо-маіка-і)                                         | Нехай щастить!                    |
| E komo mai! (е комо маі)                                         | Вітаємо!                          |